# A Day at the Races (film)
A Day at the Races is een Amerikaanse filmkomedie uit 1937 onder regie van Sam Wood. Het was de zevende film van The Marx Brothers.

## Verhaal
De mooie Judy leidt een sanatorium. Om geld te verzamelen voor de afbetaling van haar lening doet ze een beroep op dokter Hackenbush. Hij moet ervoor zorgen dat de rijke Emily Upjohn zo lang mogelijk in het sanatorium blijft. De rest van het personeel gaat zich vragen stellen, als blijkt dat Hackenbush een veearts is.

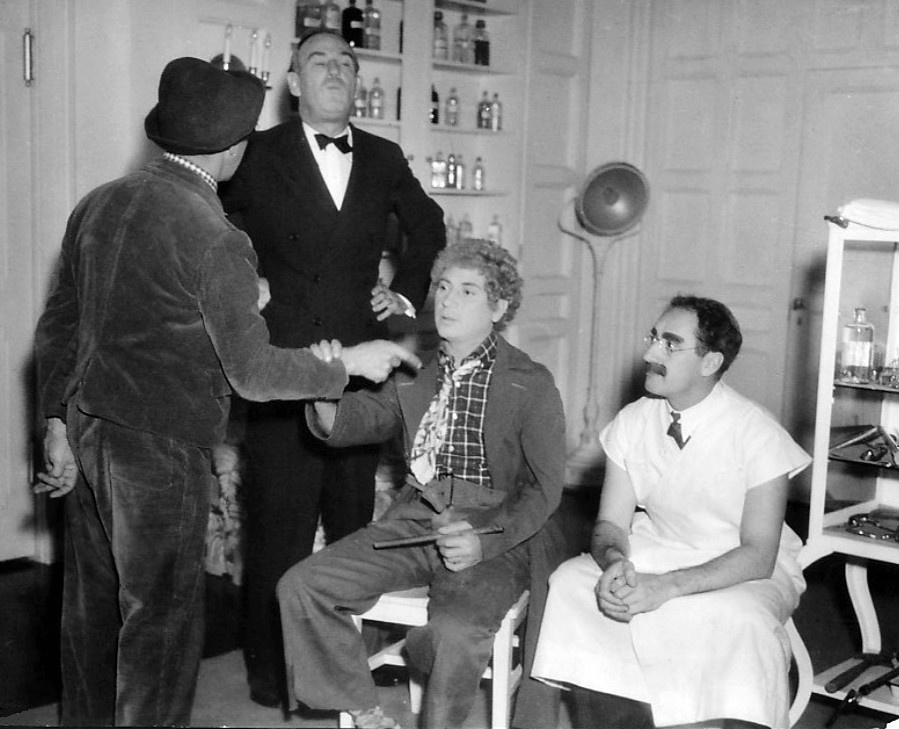
Sam Wood en The Marx Brothers op de set van A Day at the Races.

## Trivia
- Queen vernoemde haar album A Day at the Races naar deze film.[1]

## Rolverdeling
| Acteur             | Personage                |
| ------------------ | ------------------------ |
| Groucho Marx       | Dr. Hugo Z. Hackenbush   |
| Harpo Marx         | Stuffy                   |
| Chico Marx         | Tony                     |
| Allan Jones        | Gil Stewart              |
| Maureen O'Sullivan | Judy Standish            |
| Margaret Dumont    | Emily Upjohn             |
| Leonard Ceeley     | Whitmore                 |
| Douglass Dumbrille | J.D. Morgan              |
| Esther Muir        | Flo Marlowe              |
| Sig Ruman          | Dr. Leopold X. Steinberg |
| Robert Middlemass  | Sheriff                  |